# 1. FFC Turbine Potsdam
El FFC Turbine Potsdam es un equipo de fútbol femenino alemán de Potsdam, cerca de Berlín. Desde la temporada 2025-26 disputará la 2. Bundesliga Femenina, segunda categoría del fútbol femenino alemán.

## Historia
Fundado en 1971 en la antigua RDA, hoy es uno de los equipos más importantes de Europa, con dos Ligas de Campeones en sus vitrinas. Viste de azul.
En los años 80 el Turbine ganó seis ligas de Alemania del Este. Tras la reunificación alemana comenzaron en la 2ª División, y tras ascender en 1994 fueron subiendo puestos hasta que consiguieron su primer subcampeonato en 2001. Desde 2004 han ganado dos Ligas de Campeones (en 2005 y 2010), 6 Bundesligas y 3 Copas. Han jugado otras dos finales de la Liga de Campeones.

## Títulos

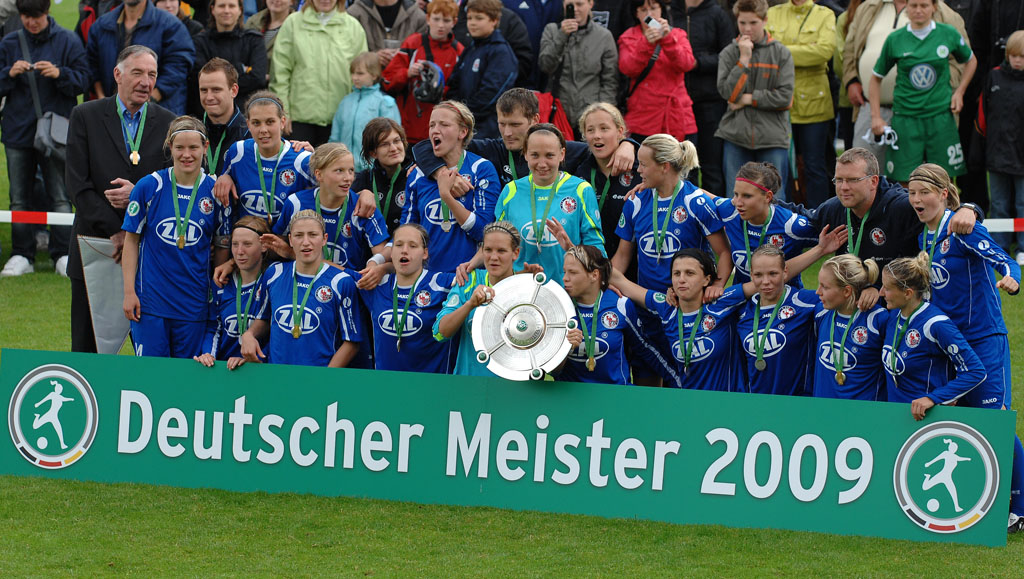
El Turbine Potsdam, con su tercer trofeo de la Bundesliga

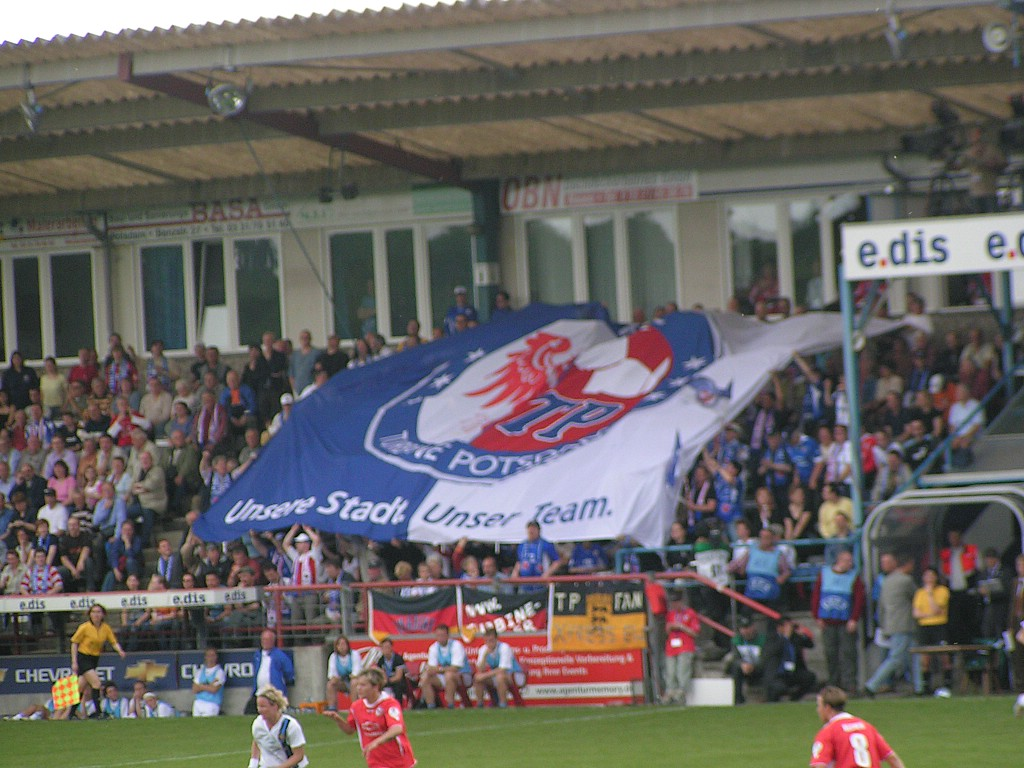
Una pancarta con el escudo del club, en la final de la Liga de Campeones de 2005

- Liga de Campeones: Campeón 2004-05, 2009-10[2]
- Bundesliga: Campeón 2003–04, 2005–06, 2008–09, 2009–10,  2010-11, 2011-12[2]
- DEFB-Pokal: Campeón 2003-04, 2004-05, 2005-06[2]
- Campeonato alemán de la RDA: Campeón 1981, 1982, 1983, 1985, 1986, 1989[2]
- DEFB-Hallenpokal der Frauen: Campeón 2004, 2005, 2008, 2009, 2010, 2013, 2014[2]